# Mercury Seven
Al grupo de astronautas de la NASA seleccionados para volar en las naves del Programa Mercury se les conoció como «Mercury Seven». El anuncio de los nombres de los candidatos seleccionados se hizo público el 9 de abril de 1959. Estos hombres, los primeros astronautas estadounidenses, fueron Alan Shepard, Gus Grissom, Gordon Cooper, Walter Schirra, Deke Slayton, John Glenn y Scott Carpenter.
Todos los componentes del grupo viajaron al espacio. Pilotaron las naves de las seis misiones tripuladas del programa Mercury desde mayo de 1961 hasta mayo de 1963 y algunos también volaron en todos los programas de vuelos espaciales tripulados de la NASA del siglo XX: Mercury, Gemini, Apolo y el transbordador espacial. Shepard se convirtió en el primer estadounidense en llegar al espacio en 1961 y posteriormente pisó la Luna con el Apolo 14 en 1971. Grissom voló en las misiones Mercury y Gemini, pero murió en 1967 en el incendio del Apolo 1; los demás sobrevivieron hasta después de dejar el servicio activo. Schirra comandó el Apolo 7, la primera misión tripulada del programa Apolo, sustituyendo a Grissom. Slayton, que no había podido volar debido a una fibrilación auricular, finalmente fue piloto en la misión Apolo-Soyuz en 1975. Glenn fue el primer estadounidense en orbitar la Tierra en 1962 y viajó en el transbordador espacial Discovery en 1998 convirtiéndose así, a la edad de 77 años, en la persona de mayor edad en viajar al espacio; era el mayor del grupo y tras su muerte en 2016, fue último superviviente de los Mercury Seven.

## Antecedentes
El lanzamiento del primer satélite artificial, el Sputnik 1, por parte de la Unión Soviética el 4 de octubre de 1957, inició una competencia tecnológica e ideológica con los Estados Unidos, en el marco de la Guerra Fría, conocida como la carrera espacial. Esta demostración de inferioridad tecnológica de los Estados Unidos frente a los soviéticos provocó una profunda conmoción en la opinión pública estadounidense. La Unión Soviética lazó a continuación el Sputnik 2, que llevaba a bordo a Laika, una perra espacial soviética que se convirtió en el primer animal en orbitar la Tierra. Los analistas del servicio de inteligencia estadounidense determinaron que los soviéticos planeaban poner un hombre en órbita, lo que hizo que la Fuerza Aérea de los Estados Unidos y el Comité Asesor Nacional para la Aeronáutica intensificaran sus esfuerzos para alcanzar ese objetivo.
La Fuerza Aérea puso en marcha un proyecto de vuelos espaciales denominado «El hombre en el espacio lo antes posible» (MISS, por sus siglas en inglés), para el que obtuvo la aprobación del Estado Mayor Conjunto y solicitó una financiación de 133 millones de dólares. El proyecto MISS se encontró con desafíos técnicos, lo que a su vez causó dificultades de financiación, generando un conflicto entre las dos agencias que deberían apoyarla, el Comité Asesor Nacional para la Aeronáutica y la Agencia de Proyectos de Investigación Avanzados de Defensa, aunque probablemente el principal problema era que la Fuerza Aérea no podía establecer un claro propósito militar para el MISS.
Como respuesta a la crisis del Sputnik el presidente Dwight D. Eisenhower decidió crear una nueva agencia civil, la Administración Nacional de la Aeronáutica y del Espacio (NASA), que absorbió al Comité Asesor Nacional para la Aeronáutica y pasaría a ser responsable de la administración general del programa espacial estadounidense. En septiembre de 1958 la Fuerza Aérea acordó transferir la responsabilidad del programa MISS a la NASA, estableciéndose el 1 de octubre. El 5 de noviembre, se creó el Grupo de Tareas Espaciales (STG) en el Centro de investigación de Langley de la NASA en Hampton, Virginia, con Robert R. Gilruth como director. El 26 de noviembre el administrador de la NASA, T. Keith Glennan, y su adjunto, Hugh Dryden, aceptaron una propuesta de Abe Silverstein, el director de Desarrollo de Vuelos Espaciales en el STG, para que el programa de vuelos espaciales tripulados se denominara Programa Mercury. El programa fue anunciado públicamente por Glennan el 17 de diciembre de 1958, 55.º aniversario del primer vuelo de los hermanos Wright. El objetivo del Programa Mercury era lanzar un hombre a la órbita terrestre, devolverlo a salvo a la Tierra y evaluar sus funciones en el espacio.

## Criterios de selección
El STG debía decidir un nombre para el personal que volaría al espacio, para lo que, el 1 de diciembre de 1958, se celebró una sesión de brainstorming. Por analogía con «aeronauta» (viajero del aire), a alguien se le ocurrió el término «astronauta», que significaba «viajero de las estrellas», aunque los objetivos del programa Mercury eran mucho más limitados. Aunque creyeron que había ideado una palabra nueva, en realidad el término se venía utilizando en la ciencia ficción desde los años 1920. Un equipo de tres personas formado por Charles J. Donlan, Warren J. North y Allen O. Gamble elaboró un pliego de especificaciones para definir el trabajo de un astronauta en el servicio civil. El equipo propuso que los astronautas estuvieran incluidos en los niveles 12 a 15 de la administración pública, dependiendo de su cualificación y experiencia, con un salario anual de entre 8330 y 12 770 dólares (equivalente a entre 87 066 y 133 473 $ actualmente).
Aunque el equipo consideró que muchas personas podrían poseer las aptitudes necesarias para su desempeño (pilotos de avión, submarinistas, buzos de aguas profundas o alpinistas se barajaban entre las posibles profesiones), se decidió que lo mejor sería que recurrieran solo a pilotos de pruebas militares, lo que simplificaría el proceso de selección y además satisfaría los requisitos de seguridad, ya que su trabajo implicaría casi con toda seguridad el manejo de información clasificada. Glennan, Dryden y Gilruth tomaron la decisión de restringir la selección a los pilotos de pruebas militares en la última semana de diciembre de 1958, aunque no se pasó por alto la paradoja de utilizar militares en un programa civil y, teniendo en cuenta que el presidente había manifestado expresamente su deseo de que el ejército no estuviera al frente del programa espacial, Glennan consideró que lo mejor era dejar la decisión en manos de Eisenhower, por lo que se reunieron con el presidente quien, a la vista de los argumentos presentados, aceptó la propuesta.
El comité también elaboró criterios de selección. Los astronautas debían cumplir siete requisitos: tener menos de 40 años, medir menos de 1,80 m de altura, estar en excelente condición física, poseer una licenciatura o equivalente, estar graduado por la escuela de pilotos de pruebas, acreditar un mínimo de 1500 horas de vuelo total y ser un piloto de reactor cualificado.
La limitación de la altura se estableció debido al diseño de la cápsula Mercury, que no podía acomodar a alguien más alto. Todavía no se sabía si sería posible realizar el pilotaje en el sentido convencional en una nave espacial, pero desde el principio el diseño de la nave preveía cierto grado de control manual.

## Proceso de selección

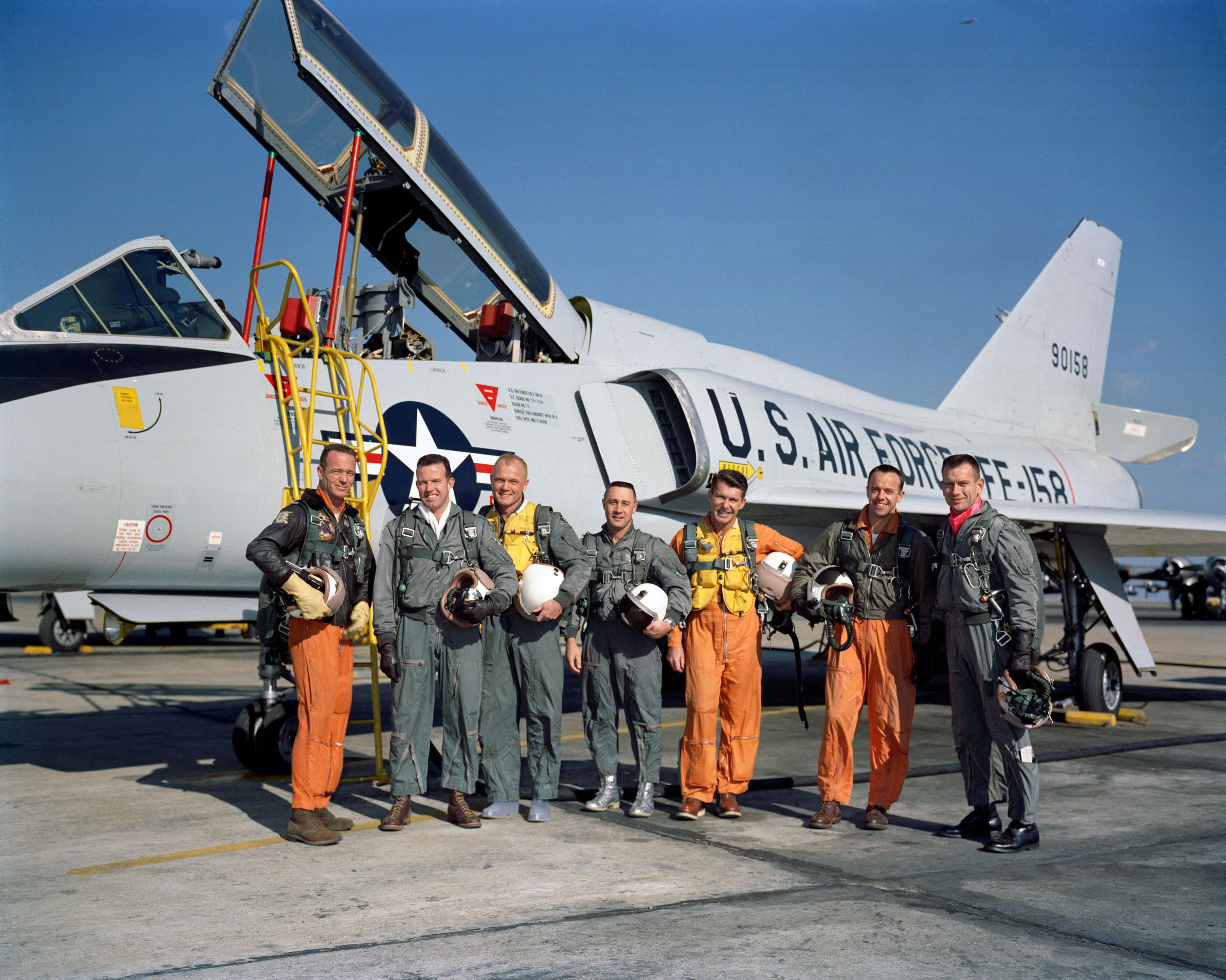
El grupo Mercury Seven ante un F-106 Delta Dart.

El primer paso en el proceso de selección fue conseguir los expedientes de servicio de los graduados de la escuela de pilotos de pruebas del Departamento de Defensa de Estados Unidos; todos los departamentos acordaron cooperar por completo y cedieron sus registros. Había en total 508 pilotos de pruebas militares, de los cuales 225 eran de la Fuerza Aérea, otros 225 de la Armada, 23 del Cuerpo de Marines y 35 del Ejército. Donlan, North, Gamble y el psicólogo Robert B. Voas revisaron los expedientes en enero de 1959, de los cuales seleccionaron 110 pilotos (5 Marines, 47 de la Armada y 58 de la Fuerza Aérea) que consideraron que cumplían los requisitos necesarios. Los seleccionados se dividieron en tres grupos, de los que el primero estaba formado por los candidatos con más posibilidades.
Dos grupos formados por un total de 69 candidatos se trasladó a El Pentágono en Washington D. C. El primer grupo de 35 candidatos se reunió allí 2 de febrero de 1959. Los oficiales de la Marina y del Cuerpo de Marines fueron recibidos por el jefe de Operaciones Navales, el almirante Arleigh Burke, y los oficiales de la Fuerza Aérea por el Jefe de Estado Mayor de la Fuerza Aérea de los Estados Unidos, el general Thomas D. White. Los responsables de la NASA les informaron sobre el programa Mercury, advirtiéndoles que sería una empresa peligrosa, pero haciendo énfasis en que era de gran importancia para la nación.
Los candidatos participaron en tres reuniones informativas con funcionarios de la NASA. El primero fue sobre la propia agencia espacial y el Programa Mercury; el segundo, sobre el papel del piloto en el programa; y el tercero estaba dedicado al programa de formación de astronautas propuesto. Por la tarde mantuvieron breves entrevistas personales con el comité de selección de la NASA, en las que se hizo hincapié en que la participación era totalmente voluntaria, que los candidatos podían renunciar libremente y que no habría repercusiones en su carrera profesional si lo hacían; algunos decidieron retirarse del proceso de selección en ese momento. El resto se presentó en la sede de la NASA en Washington al día siguiente para una nueva revisión. Voas les sometió a una serie de pruebas estandarizadas: el Test de Analogías de Miller para medir el cociente intelectual; el Test de Analogías de Ingeniería de Minnesota para medir la aptitud para la ingeniería; y el Test de Razonamiento Matemático de Doppelt para medir la aptitud matemática. Donlan, North y Gamble realizaron entrevistas en las que formularon preguntas técnicas y se interesaron por las motivaciones de los candidatos para participar en el programa. Los candidatos también fueron evaluados por dos psiquiatras de la Fuerza Aérea, George E. Ruff y Edwin Z. Levy. Un doctor de medicina aeroespacial de la Fuerza Aérea, William S. Augerson, revisó el historial médico de los candidatos. Durante el proceso se comprobó que algunos superaban el límite de altura, por lo que fueron eliminados.
El proceso se repitió con un segundo grupo de 34 candidatos una semana después. De los 69, se comprobó que seis superaban el límite de altura, 15 fueron eliminados por otras razones y 16 renunciaron, lo que dejó a la NASA con 32 candidatos: 15 de la Armada, 15 de la Fuerza Aérea y dos del Cuerpo de Marines. Dado que 32 candidatos parecían un número más que suficiente para seleccionar los 12 que tenían previsto, la NASA decidió descartar a los 41 candidatos restantes. Por otra parte, el grado de interés mostrado por los pilotos parecía indicar que durante los entrenamientos abandonarían muchos menos candidatos de lo previsto inicialmente, lo que supondría formar a astronautas que finalmente no volarían en las misiones del Programa Mercury. Por ello, se decidió reducir el número de astronautas a solo seis.
A continuación se realizó una agotadora serie de pruebas físicas y psicológicas en la Clínica Lovelace y el Laboratorio Médico de la Base de la Fuerza Aérea Wright-Patterson de enero a marzo, bajo la dirección de Albert H. Schwichtenberg, un general de brigada retirado de la Fuerza Aérea. Las pruebas incluyeron pasar horas en cintas de correr y mesas basculantes, sumergir los pies en agua helada, tres dosis de aceite de ricino y cinco enemas. En esta fase solo se eliminó un candidato por razones médicas, Jim Lovell, un diagnóstico que posteriormente se consideró erróneo; otros trece pasaron las pruebas, pero con reservas. El director del Grupo de Trabajos Espaciales de la NASA, Robert R. Gilruth, no pudo decidirse por solo seis de los dieciocho restantes y finalmente se seleccionaron siete.
A pesar del descarte del primer grupo de astronautas, muchos de los 25 finalistas que quedaron en el camino tuvieron brillantes carreras militares. Tres al final se convirtieron en astronautas: Pete Conrad y Jim Lovell, que fueron seleccionados con el siguiente grupo en 1962, y Edward Givens, que fue seleccionado con el quinto grupo en 1966. Otros alcanzaron altos rangos militares: Lawrence Heyworth Jr. contralmirante, Robert B. Baldwin y William P. Lawrence vicealmirantes y Thomas B. Hayward almirante, llegando a comandar la Séptima Flota y la Flota del Pacífico y fue Jefe de Operaciones Navales. Tres de los finalistas murieron más tarde en accidentes aéreos: Halvor M. Ekeren, Jr., el 8 de abril de 1959, Jack B. Mayo el 11 de enero de 1961 y Hal R. Crandall el 24 de julio de 1963. Robert G. Bell murió en la explosión de numerosos aviones acaecida el 16 de mayo de 1965 en la Base Aérea de Bien Hoa, Vietnam.

## Los elegidos
Los siete primeros astronautas estadounidenses fueron Alan Shepard, Gus Grissom, Gordon Cooper, Walter Schirra, Deke Slayton, John Glenn y Scott Carpenter.

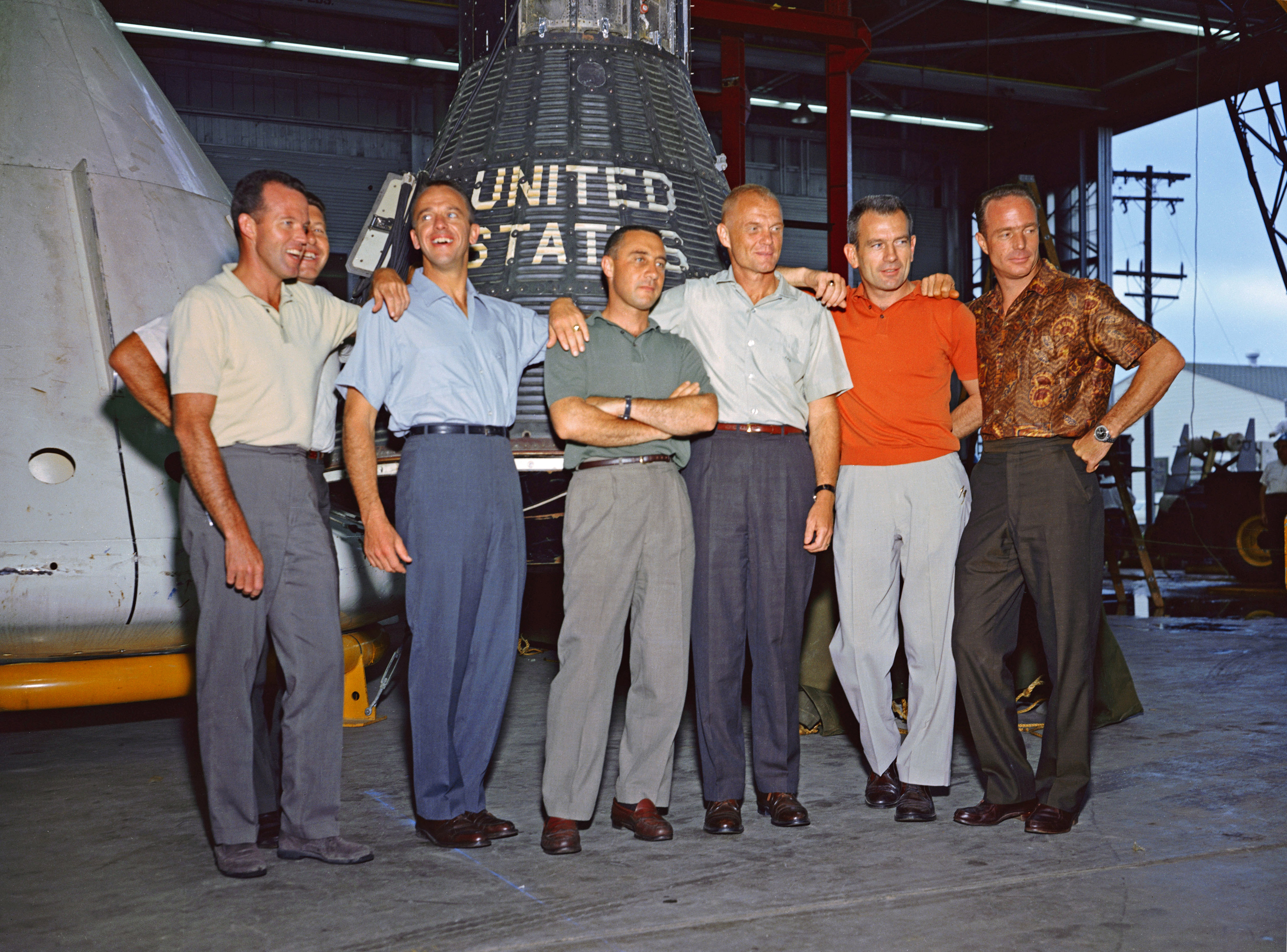
(De izquierda a derecha) Cooper, Schirra (parcialmente oculto), Shepard, Grissom, Glenn, Slayton y Carpenter.

Todos eran hombres y de raza blanca. A las mujeres todavía no se las aceptaba en las escuelas militares de pilotos de pruebas, y el primer hombre de raza negra que se graduó en la Escuela de Pilotos de Pruebas de la Fuerza Aérea de Estados Unidos, John L. Whitehead Jr., no lo hizo hasta enero de 1958 y no fue uno de los finalistas. Los «Mercury Seven» compartían similitudes más allá de lo que era un simple resultado de los criterios de selección: cuatro tenían el mismo nombre de sus padres; todos eran los mayores o los únicos hijos de sus familias; todos nacieron en los Estados Unidos y crecieron en pueblos pequeños; todos estaban casados y tenían hijos; y todos eran protestantes.
Sus edades en el momento de la selección oscilaban entre los 32 (Cooper) y los 37 (Glenn) años de edad. Shepard era el más alto, con una estatura de 1,80 m; Grissom el más bajo, con 1,70 m. El peso no era un criterio de selección tan estricto como la altura, ya que siempre era posible perder peso, pero para la nave Mercury se fijó un límite de 82 kg. Cooper era el más ligero, con 68 kg, mientras que Glenn tenía el peso máximo de 82 kg, y Schirra tenía un ligero sobrepeso de 84 kg por lo que tuvo que adelgazar para ser aceptado; ambos tuvieron que controlar su peso cuidadosamente mientras permanecieron en el programa espacial. Sus coeficientes intelectuales oscilaban entre 135 y 147.
Los siete habían asistido a instituciones de enseñanza superior en la década de 1940. De los cinco astronautas que habían terminado sus estudios universitarios antes de ser seleccionados, dos (Shepard y Schirra) eran graduados de la Academia Naval de los Estados Unidos en Annapolis, Maryland. Después de una década de estudios intermitentes, Cooper finalmente se graduó en el Instituto de Tecnología de la Fuerza Aérea (AFIT) en 1956. Grissom obtuvo un BS en ingeniería mecánica en la Universidad Purdue en 1950, y un segundo BS, en aeromecánica, en el AFIT en 1956. Slayton se graduó en la Universidad de Minnesota con un BS en ingeniería aeroespacial en 1949. El promedio de horas de vuelo fue de 3500, de las cuales 1700 fueron en reactores.
Glenn y Carpenter no cumplían con todos los requisitos de sus centros educativos para la graduación; Glenn no llegó a completar su último año de residencia ni realizó el examen de aptitud en el Muskingum College, y Carpenter no había terminado su curso final de la asignatura de transferencia de calor. Ambos fueron admitidos en base a la equivalencia profesional, aunque finalmente obtuvieron sus graduaciones después de sus vuelos espaciales de 1962.
A pesar de los exhaustivos exámenes físicos a los que fueron sometidos, a Slayton se le detectó una fibrilación auricular no diagnosticada previamente, que le supuso quedar en tierra dos meses antes de lo que habría sido su primer vuelo espacial y la segunda misión orbital.
Cuando la NASA presentó a los astronautas en Washington D. C. el 9 de abril de 1959, doscientos periodistas desbordaron la sala utilizada para el anuncio y alarmaron a los astronautas, que no estaban acostumbrados a semejante audiencia y, para su sorpresa, los periodistas hicieron preguntas sobre sus vidas personales en lugar de sus historiales bélicos o experiencia de vuelo, o detalles sobre el Programa Mercury; cuando se les preguntó qué pensaban sus familias sobre el hecho de que asumieran un trabajo tan peligroso, la mayoría se sorprendieron, ya que hasta entonces no lo habían considerado. Aunque la agencia consideraba como objetivo del Programa Mercury el determinar si los humanos podían sobrevivir a los viajes espaciales, los siete hombres se convirtieron inmediatamente en héroes nacionales y fueron comparados por la revista Time con «Colón, Magallanes, Daniel Boone y los hermanos Wright»

## Influencia

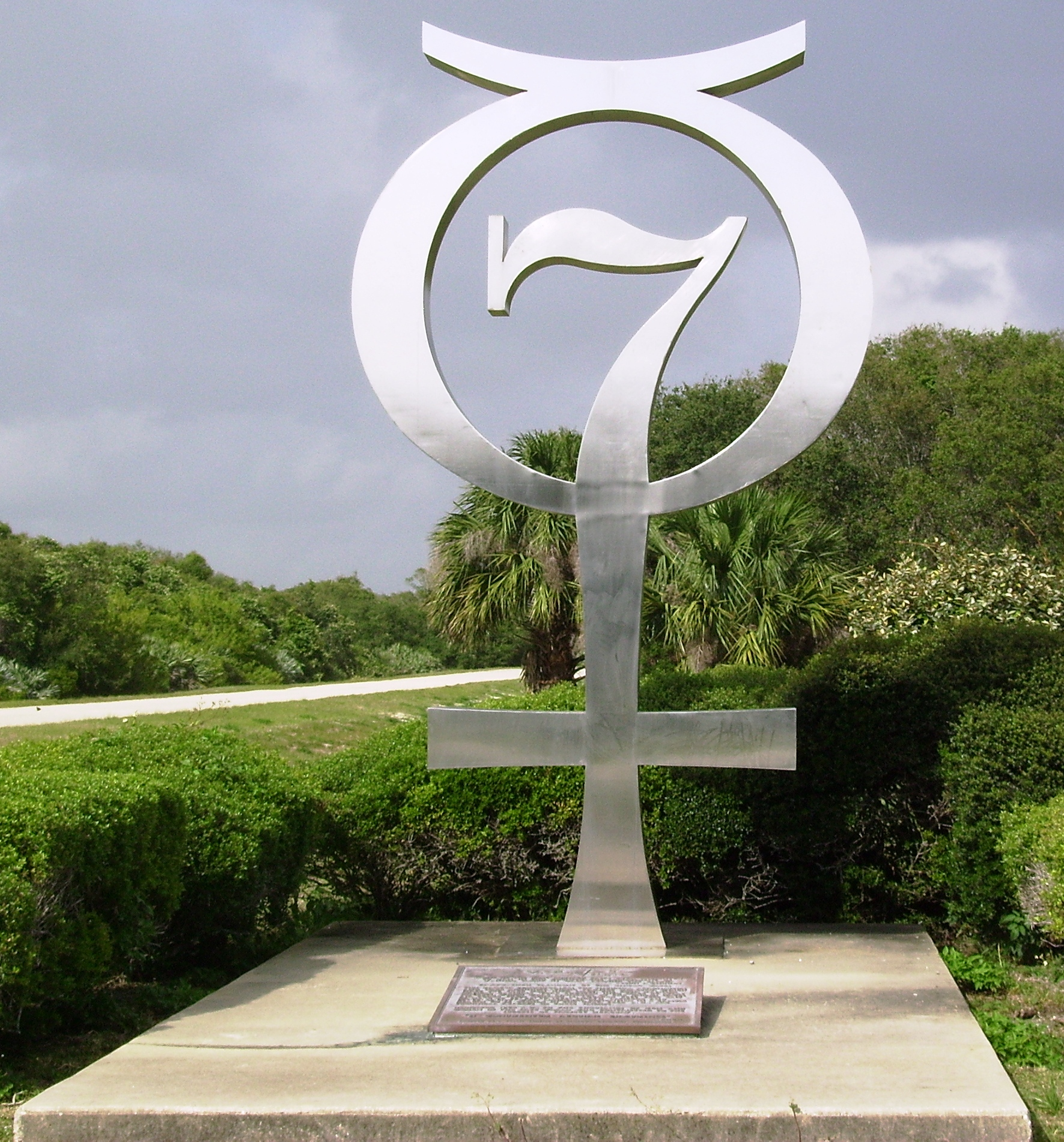
Memorial en el Complejo de Lanzamiento 14 de la Estación de la Fuerza Aérea de Cabo Cañaveral.

Los astronautas participaron en el diseño y la planificación del Programa Mercury. Carpenter tenía formación en electrónica aeronáutica y navegación astronómica, por lo que se encargó de los sistemas de comunicación y navegación de la nave espacial. Grissom tenía un título en ingeniería mecánica, así que se hizo responsable de los sistemas de control de actitud. Glenn tenía experiencia de vuelo en muchos tipos de aviones, por lo que supervisó la disposición de la cabina. Schirra se responsabilizó de los sistemas de soporte de vital y de los trajes presurizados. Basándose en su experiencia como oficial naval, Shepard se ocupó de la red de seguimiento y mantuvo el contacto con la Armada en las operaciones de recuperación. Cooper y Slayton eran oficiales de la Fuerza Aérea con formación en ingeniería, por lo que trataron con Arsenal Redstone y Convair, que construyeron los cohetes Redstone y Atlas utilizados por el Programa Mercury. Los astronautas intervinieron de manera significativa en el diseño de la nave espacial Mercury, insistiendo en que se instalara una ventanilla y presionando para que se lograra un mayor grado de autonomía de los astronautas en el manejo de la nave.
El grupo de astronautas permaneció en servicio activo como oficiales de las fuerzas armadas y se les pagaba de acuerdo a su rango. Para compensar sus gastos de desplazamiento, se les concedió una dieta de 9 dólares diarios (equivalente a unos 94 $ actuales) para los viajes de un día, y una dieta de 12 dólares diarios (unos 125) para los desplazamientos con pernoctación, lo que no cubría el coste de los hoteles y las comidas en los restaurantes por lo que los astronautas evitaron gastar dinero mientras viajaban, ya que tenían que hacerse cargo a sus expensas de los gastos que excedían las dietas asignadas. Un complemento importante de sus ingresos era el pago mensual de los vuelos, que oscilaba entre 190 y 245 dólares (entre 1986 y 2561 $ actuales).
Los astronautas acudían a frecuentes reuniones por todo el país en vuelos comerciales, lo que les obligaba a ganarse el sueldo de los vuelos los fines de semana. Grissom y Slayton conducían regularmente a la base de la Fuerza Aérea de Langley, e intentaban volar las cuatro horas requeridas al mes, pero tenían que competir por conseguir aviones Lockheed T-33 con coroneles y generales. Cooper acudió a la base de la Guardia Nacional Aérea McGhee Tyson en Tennessee, donde un amigo le dejó pilotar aviones F-104B de alto rendimiento. Este tema surgió durante un almuerzo de Cooper con William Hines, un periodista de The Washington Star, quien lo publicó en el periódico. Cooper discutió el tema con el congresista James G. Fulton y el asunto fue tratado por el Comité de Ciencia y Astronáutica de la Cámara de Representantes; en pocas semanas los astronautas tuvieron acceso prioritario a los T-33, F-102 y F-106 de la Fuerza Aérea en Langley. En 1962, la NASA adquirió una flota de Northrop T-38 Talon para su uso.

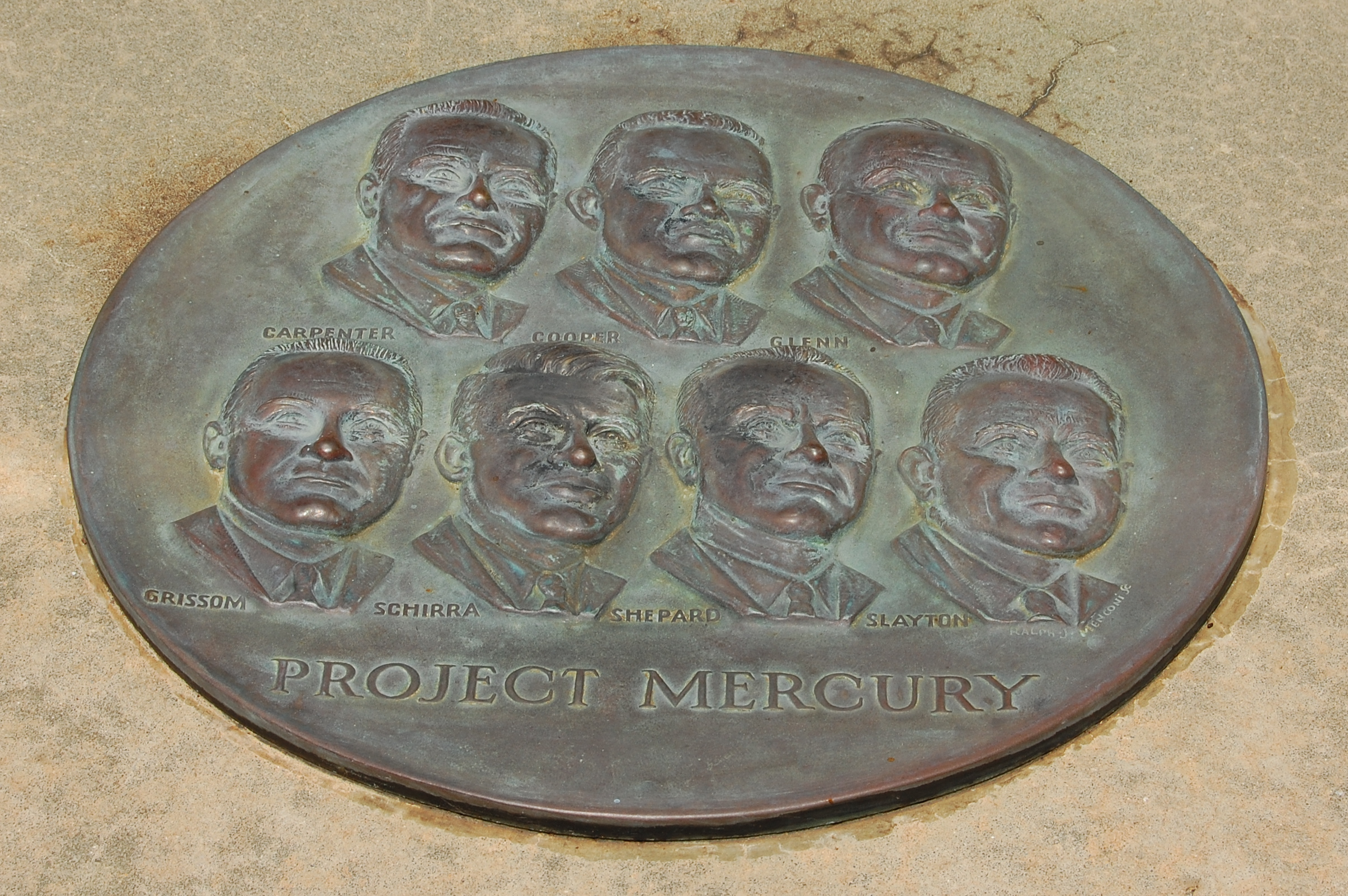
Placa en el Complejo de Lanzamiento 14.

Los astronautas del Mercury establecieron el estilo y la apariencia de los astronautas. Gene Kranz, ingeniero y asistente del director de vuelo del Programa Mercury y director de vuelo durante los programas Gemini y Apolo, recordaba «Pronto aprendí que si veías a alguien con una camisa de manga corta Ban-Lon y gafas de sol de aviador, estabas viendo a un astronauta». Aunque estaban ocupados con el intenso entrenamiento para sus vuelos, también bebían y se divertían. Algunos tenían aventuras con las mujeres groupie que se reunían a su alrededor. La NASA trató activamente de proteger a los astronautas y a la agencia de la publicidad negativa y de mantener una imagen de «chicos pulcros, típicamente estadounidenses». Los siete acordaron compartir equitativamente cualquier ganancia por las entrevistas sin importar quién fuera el primero en volar. En agosto de 1959 los astronautas y sus esposas firmaron un contrato con la revista Life por 500 000 dólares (equivalente a 5 200 000 $ actuales) a cambio de la exclusiva sobre sus vidas privadas, hogares y familias. Su portavoz oficial entre 1959 y 1963 fue el oficial de asuntos públicos de la NASA, el teniente coronel de la Fuerza Aérea John «Shorty» Powers, conocido en la prensa como el «octavo astronauta».

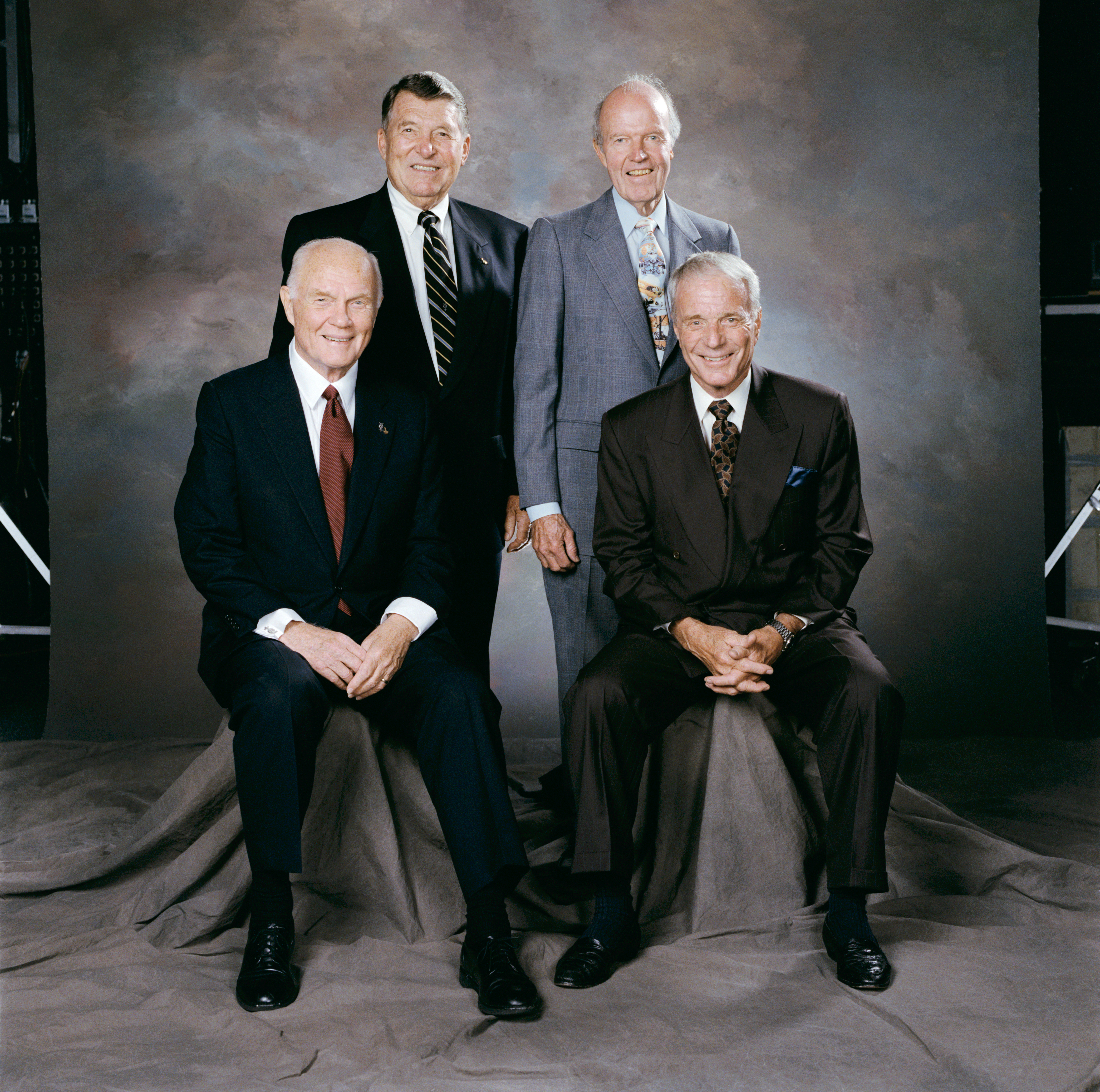
Los por entonces cuatro astronautas supervivientes de los «Mercury Seven» en una recepción después del memorial de Shepard en 1998. De izquierda a derecha: Glenn, Schirra, Cooper y Carpenter.

A medida que se seleccionaron nuevos grupos de astronautas en el decenio de 1960, los Mercury Seven siguieron manteniendo el control de las decisiones de gestión. La Astronaut Office, dirigida por Shepard, era una de las tres divisiones de la Dirección de Operaciones de Vuelos Tripulados, que estaba dirigida por Slayton. Dado que veintiséis de los treinta primeros astronautas eran militares, la Astronaut Office tenía carácter militar, aunque pocos de los astronautas vestían sus uniformes ni una vez al año. Se celebraba una reunión quincenal de pilotos de tipo militar en la que se discutían las actividades previstas para las dos semanas siguientes.
Shepard dirigió la Astronaut Office aplicando normas de «el rango tiene sus privilegios». Los astronautas del Mercury y de 1962 tenían sus propias plazas de estacionamiento asignadas en el exterior del Edificio 4 en el Centro Espacial Johnson, mientras que los astronautas de grupos posteriores tenían que disputarse el resto de los espacios asignados a los astronautas. Aunque Shepard prohibió a los astronautas jóvenes que recibieran regalos y que asesoraran o enseñaran ocasionalmente, siguió siendo vicepresidente y copropietario del Baytown National Bank de Houston, al que dedicó gran parte de su tiempo.
El entrenamiento siempre fue sin calificación; los Mercury Seven no tenían nada que ganar y mucho que perder si se les comparaba objetivamente con las nuevas promociones, ya que podía amenazar su estatus privilegiado, su control de la gestión y su prioridad en las asignaciones de vuelo. La asistencia del astronauta a sus sesiones de entrenamiento fue voluntaria. El funcionamiento de la Astronaut Office se mantuvo hasta que los Mercury Seven se retiraron en la década de 1970, momento en que el control pasó a manos de George Abbey.
El grupo escribió personalmente relatos sobre su selección y preparación para las misiones del Programa Mercury en el libro de 1962 We Seven. En 1979 Tom Wolfe publicó una versión menos idealizada de su historia en The Right Stuff; el libro de Wolfe fue la base de la película de 1983 del mismo título dirigida por Philip Kaufman.
Los por entonces seis supervivientes del grupo, junto con Betty Grissom, la viuda de Gus Grissom, en 1984 crearon la Mercury Seven Foundation, que recauda dinero para proporcionar becas universitarias a estudiantes de ciencia e ingeniería; en 1995 la fundación pasó a denominarse Astronaut Scholarship Foundation. Shepard fue elegido su primer presidente y director, cargos que ocupó hasta octubre de 1997, cuando fue sucedido por Jim Lovell.

## Premios y reconocimientos
Los Mercury Seven recibieron el premio Iven C. Kincheloe de la Sociedad de Pilotos de Pruebas Experimentales en 1963. El presidente John F. Kennedy entregó al grupo de astronautas el Trofeo Collier de 1962 en la Casa Blanca «por ser pioneros en los vuelos espaciales tripulados en los Estados Unidos». El 10 de noviembre de 1964 se dedicó un monumento a los Mercury Seven en el Complejo de Lanzamiento 14, donde tuvieron lugar los cuatro lanzamientos del Mercury-Atlas; una cápsula del tiempo que contiene informes, fotografías y una película está enterrada bajo el monumento, que deberá abrirse en 2464.